# Comunismo em vinte anos

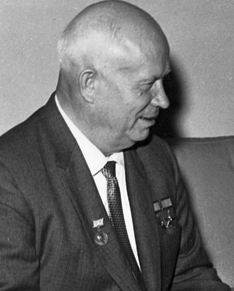
Nikita Khrushchev em Vienna, durante seu encontro com John F. Kennedy, 1961.

Comunismo em vinte (20) anos foi um slogan apresentado por Nikita Khrushchev no 22º Congresso do Partido Comunista da União Soviética em 1961.
Em seu discurso, Khrushchev prometeu que o comunismo seria construído "em grande parte" na década de 1980. Sua frase, "A atual geração do povo soviético viverá sob o comunismo." foi a frase final do novo programa do PCUS adotado no congresso. 
O slogan político é atribuído ao escritor de discursos do Kremlin, Elizar Kuskov (Елизар Кусков), que supostamente alegou: "esse slogan sobreviverá por séculos".